# Gnypeta sensilis
Gnypeta sensilis är en skalbaggsart som beskrevs av Thomas Casey 1911. Gnypeta sensilis ingår i släktet Gnypeta och familjen kortvingar. Inga underarter finns listade i Catalogue of Life.